# Fossa madagaskarska
Fossa madagaskarska, fossa (Cryptoprocta ferox) – gatunek drapieżnego ssaka z podrodziny falanruków (Euplerinae) w obrębie rodziny falanrukowatych (Eupleridae), największy ze ssaków drapieżnych występujących na Madagaskarze. Jest to gatunek narażony. 

## Taksonomia
Gatunek po raz pierwszy zgodnie z zasadami nazewnictwa binominalnego opisał w 1833 roku brytyjski zoolog Edward Turner Bennett nadając mu nazwę Cryptoprocta ferox. Holotyp pochodził z Madagaskaru. Jedyny żyjący współcześnie przedstawiciel rodzaju fossa (Cryptoprocta). 
Wszystkie rodzime drapieżniki z Madagaskaru reprezentują monofiletyczną, endemiczną linię wywodzącej się z jednej kolonizacji wyspy i są obecnie zaliczane do rodziny Eupleridae. W różnych częściach Madagaskaru odnotowano dwie formy C. ferox: fosa mainty lub „czarna Cryptoprocta” oraz fosa mena lub „czerwonawa Cryptoprocta”; czerwonawa forma jest podobno mniejsza. W skrajnie południowo-zachodnim rejonie występowania C. ferox istnieją doniesienia o białawej formie. Nie jest jasne, czy rozróżnienie tych form jest zwykłym folklorem, czy też wiąże się z jakimś ogólnym wzorcem zmienności (wiek, płeć lub położenie geograficzne) u żyjących C. ferox. Autorzy Illustrated Checklist of the Mammals of the World uznają ten gatunek za monotypowy. 

### Etymologia
- Cryptoprocta: gr. κρυπτος kruptos „ukryty”; πρωκτος prōktos „zad, odbyt”[9].
- ferox: łac. ferox, ferocis „odważny, dziki”[10].

## Zasięg występowania
Fossa madagaskarska występuje endemicznie na Madagaskarze.

## Morfologia

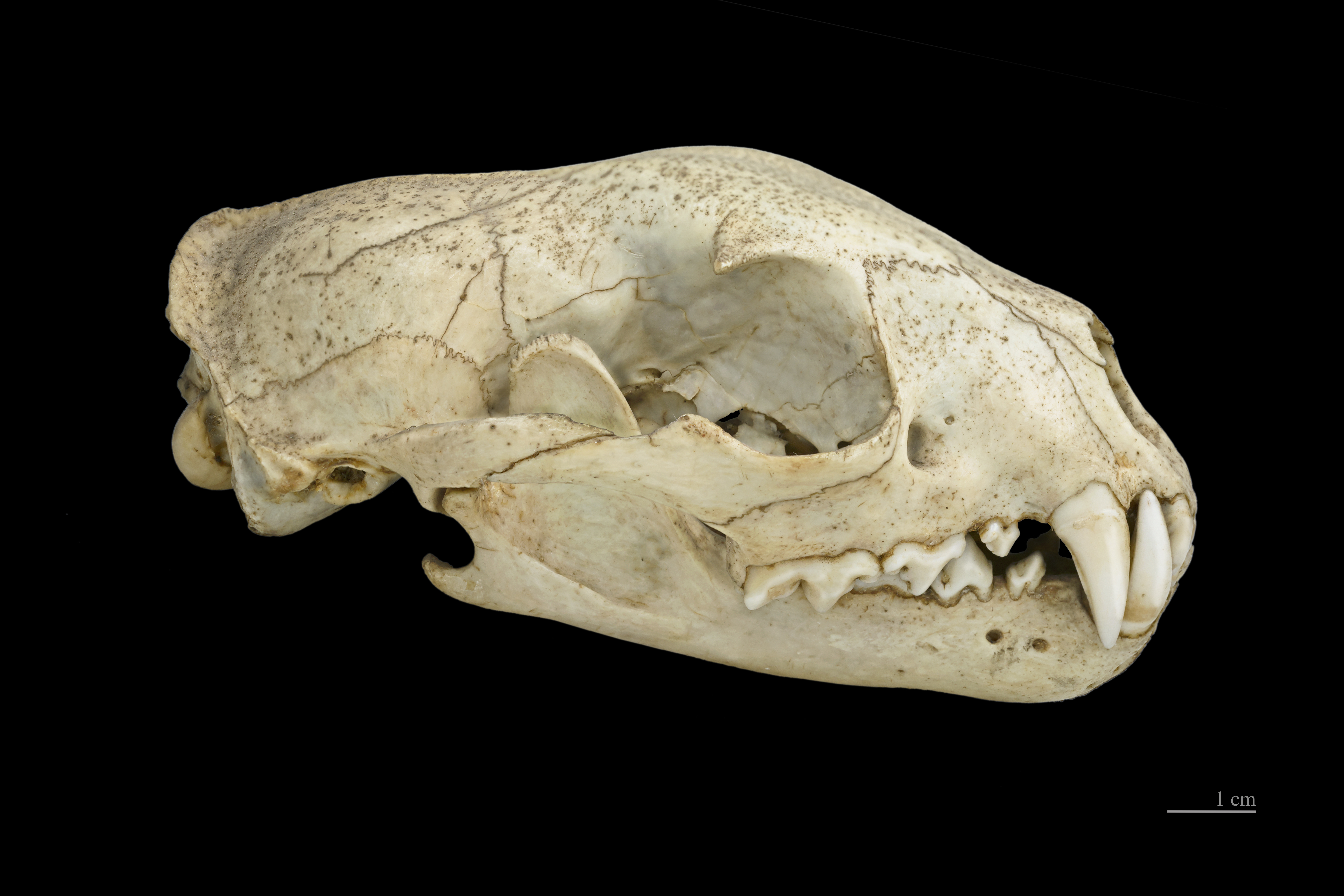
Czaszka

Długość ciała (bez ogona) to 70–80 cm, natomiast sam ogon mierz 65–70 cm długość. Posiada długie tylne stopy:12–12,8 cm. Masa ciała samic to 5,5–6,8 kg, a samców to 6,2–8,6 kg. 
Ciało ma pokryte krótkim, grubym futrem w odcieniach brązu, jednak czasami można spotkać osobniki czarne. Mają od 32 do 36 zębów, które są krótsze niż u innych przedstawicieli rodziny wiwerowatych. 

## Ekologia

### Biotop
Zasiedla tereny zalesione, od nadmorskich nizin po górzyste tereny do wysokości 2000 m n.p.m. Jest gatunkiem terytorialnym. 

### Dieta
Poluje na małe kręgowce, głównie lemury. Zjada również małe ptaki, gady oraz  owady.

### Rozmnażanie
Okresie godowym występuje od września do października. W tym czasie przejawia agresję. W jednym miocie rodzi się od 2 do 4 młodych, zwykle są 3. Zaraz po narodzinach młode ważą około 100 gramów i rodzą się ślepe, bez zębów, za to pokryte futrem. Ciąża trwa około 3 miesięcy, a młody karmiony jest przez matkę przez 4,5 miesiąca. Całkowitą niezależność młode osiągają zazwyczaj po 15 do 20 miesięcy. 

### Styl życia
W niewoli mogą dożyć nawet 20 lat. Są aktywne nocą, sporadycznie pokazują się za dnia. Są samotnikami, z wyjątkiem okresu godowego. Zajmowany teren zaznacza wydzieliną gruczołów zapachowych. Jeden osobnik, zajmuje zazwyczaj obszar około 1 km².

## Zagrożenie i ochrona
Populację fossy szacuje się na ok. 2500 dorosłych osobników. Gatunek został uznany za zagrożony wymarciem, został objęty konwencją waszyngtońską CITES (załącznik II).

## Ogród zoologiczny w Polsce
Jedyna para foss w Polsce mieszkała od marca 2009 roku we wrocławskim zoo. W styczniu 2010 roku samica pogryzła samca, który następnie umarł.

## Fossa w kulturze popularnej
W kulturze popularnej gatunek został sportretowany w animowanym filmie Madagaskar (2005). Fossy są tam głównymi czarnymi charakterami. Pokazane jest, jak polują na lemury (co zresztą jest zgodne z prawdą), jednak w filmie jest wiele nieścisłości. W odróżnieniu od filmowej rzeczywistości fossy nie polują w stadach, a co za tym idzie – nie byłyby zagrożeniem dla zwierząt tak dużych jak zebry. Dodatkowo w filmie nazwa gatunku napisana jest z błędem – foosa, co jest zgodne z angielską wymową, [fusa], ale nie z pisownią.